# Liste der Baudenkmale in Danndorf
In der Liste der Baudenkmale in Danndorf sind die Baudenkmale der niedersächsischen Gemeinde Danndorf aufgelistet. Der Stand der Liste ist der 16. Januar 2021. Die Quelle der Baudenkmale ist der Denkmalatlas Niedersachsen.

## Allgemein
In den Spalten befinden sich folgende Informationen:
- Lage: die Adresse des Baudenkmales und die geographischen Koordinaten. Kartenansicht, um Koordinaten zu setzen. In der Kartenansicht sind Baudenkmale ohne Koordinaten mit einem roten Marker dargestellt und können in der Karte gesetzt werden. Baudenkmale ohne Bild sind mit einem blauen Marker gekennzeichnet, Baudenkmale mit Bild mit einem grünen Marker.
- Bezeichnung: Bezeichnung des Baudenkmales
- Beschreibung: die Beschreibung des Baudenkmales. Unter § 3 Abs. 2 NDSchG werden Einzeldenkmale und unter § 3 Abs. 3 NDSchG Gruppen baulicher Anlagen und deren Bestandteile ausgewiesen.
- ID: die Objekt-ID des Baudenkmales
- Bild: ein Bild des Baudenkmales, ggf. zusätzlich mit einem Link zu weiteren Fotos des Baudenkmals im Medienarchiv Wikimedia Commons. Wenn man auf das Kamerasymbol klickt, können Fotos zu Baudenkmalen aus dieser Liste hochgeladen werden:

### Gruppe: Forstamt Neuhäuser Straße 1
Die Gruppe hat die ID 32627887. Geschichtlich beachtliche und einheitlich in Sandstein erbaute Anlage mit Forsthaus 18. und Wirtschaftsgebäude wohl des 19. Jh.

| Lage                                            | Bezeichnung  | Beschreibung | ID       | Bild |
| ----------------------------------------------- | ------------ | --- | -------- | ---- |
| Neuhäuser Straße 1 52° 25′ 20″ N, 10° 54′ 25″ O | Forstamt     | Zweigeschossiger und traufständiger verputzter Bruchsteinbau unter Walmdach. Achsensymmetrische Fassade, Öffnungen in Sandstein–Werksteineinfassungen. | 32639280 | BW   |
| Neuhäuser Straße 1 52° 25′ 19″ N, 10° 54′ 24″ O | Nebengebäude | | 32639297 | BW   |

### Gruppe: Hauptstraße 12
Die Gruppe hat die ID 32627850. Regionaltypische Hofanlage des 19. Jh. mit ansehnlichen Wohn-/ Wirtschaftsgebäude sowie rückwärtigen Stallungen.

| Lage                                        | Bezeichnung              | Beschreibung | ID       | Bild |
| ------------------------------------------- | ------------------------ | --- | -------- | ---- |
| Hauptstraße 12 52° 25′ 27″ N, 10° 54′ 52″ O | Wohn-/Wirtschaftsgebäude | Regionaltypisches, zweigeschossiges Querdielenhaus unter Halbwalmdach von 1848. Datierung in Sandsteintafel über dem Torsturz. Erbaut aus Velpker Sandstein. Gebäudeecken durch Quaderung hervorgehoben, leicht außermittige Querdurchfahrt, Fassadenöffnungen mit Werksteineinfassungen, originale gründerzeitliche Eingangstür. | 32639366 | BW   |
| Hauptstraße 12 52° 25′ 28″ N, 10° 54′ 52″ O | Stall                    | Östlicher Wirtschaftsflügel als eingeschossiger schmaler Bau unter Satteldach in Krempziegeldeckung. Hoher Sockel in Schichtmauerwerk in Velpker Sandstein, OG in Fachwerk mit Sandsteinausfachung. | 32639080 | BW   |
| Hauptstraße 12 52° 25′ 28″ N, 10° 54′ 51″ O | Stall                    | Eingeschossiger kleiner Fachwerkbau unter Satteldach, erbaut in der zweiten Hälfte des 19. Jh. | 32639214 | BW   |

### Gruppe: Hauptstraße 17
Die Gruppe hat die ID 32627863. Fachwerkbaugruppe mit Wohn- und Wirtschaftsgebäuden des 19. Jh.

| Lage                                        | Bezeichnung               | Beschreibung | ID       | Bild |
| ------------------------------------------- | ------------------------- | --- | -------- | ---- |
| Hauptstraße 17 52° 25′ 27″ N, 10° 54′ 48″ O | Wohn-/ Wirtschaftsgebäude | Großer zweigeschossiger Rohziegelbau auf hohem niveauausgleichendem Hartsteinsockel unter Halbwalmdach in Ziegelpfannendeckung. Nordöstlich Wohnteil mit Hauptzugang hinter Freitreppe sowie einer gründerzeitlichen Haustür, Fachwerkgefüge mit zweifeldigen Streben sowie Rohziegelausfachung. Südwestlich Wirtschaftsteil mit einem geschosshohen Dielentor, anschließend an Querscheune. | 32639349 | BW   |
| Hauptstraße 17 52° 25′ 27″ N, 10° 54′ 46″ O | Wirtschaftsteil           | An den Wirtschaftsteil in gleicher Firsthöhe angebaute Querscheune in Ziegelfachwerk unter Halbwalmdach in Ziegelpfannendeckung. Ungewöhnlich breite Durchfahrt längs des Wirtschaftsteiles, hofseitig mit gedübelten Balken überspannt. Anschließend zwei Remisen und ein traufhohes Scheunentor, zum Giebel hin Stall bzw. Werkstatt mit Fenster.                                          | 32639063 | BW   |

### Einzelbaudenkmale
| Lage                                         | Bezeichnung               | Beschreibung | ID       | Bild |
| -------------------------------------------- | ------------------------- | --- | -------- | ---- |
| Feldstraße 3 52° 25′ 27″ N, 10° 55′ 8″ O     | Wohn-/ Wirtschaftsgebäude | | 32639181 | BW   |
| Feldstraße 3 52° 25′ 27″ N, 10° 55′ 9″ O     | Nebengebäude              | Gestreckter eingeschossiger Ziegelfachwerkbau mit hohem Kniestock, Stallteil im Nordwest im EG aus Bruchsteinmauerwerk mit Eckverquaderung, hofseitige Stalltüren. Abgeschleppter Dachteil über Einfahrtstor höher gesetzt, daneben Remisentor und Eingang mit Oberlicht. Futterküche in Ziegelmauerwerk am Stallteil angebaut. Satteldach in Ziegelpfannendeckung.                                                                     | 32691614 | BW   |
| Schmiedestraße 6 52° 25′ 23″ N, 10° 55′ 1″ O | Wohnhaus                  | Vierständerfachwerkbau auf Hartsteinsockel unter Halbwalmdach in Wellplattendeckung. Zweigeschossiges Wohnteil mit nördlichem Eingang mit Sinnspruch im Sturz, Wirtschaftsteil zur Straße hin vorkragend. Zur östlichen Giebelseite nachträglich verglaste Tordurchfahrt mit Sinnspruch im Torsturz mit der Datierung „1826“. Symmetrisches Fachwerkgefüge mit verputzter Ausfachung, zur Westseite Betonfaserplattenbehang in den OGs. | 32639314 | BW   |